# City on a Hill
City on a Hill is een Amerikaanse misdaadserie die zich afspeelt in het Boston van de jaren 1990. De reeks werd bedacht door Chuck MacLean en ging op 16 juni 2019 in première op de Amerikaanse betaalzender Showtime. De hoofdrollen worden vertolkt door Kevin Bacon, Aldis Hodge, Jonathan Tucker en Mark O'Brien. In augustus 2019 kondigde Showtime ook een tweede seizoen aan.

## Verhaal
Boston is in 1992 een stad die gekenmerkt wordt door geweld, misdaad, racisme en corruptie. Decourcy Ward, een ambitieuze openbaar aanklager die uit Brooklyn afkomstig is, wil een einde maken aan het falend justitiesysteem en begint daarom een niet voor de hand liggende samenwerking met Jackie Rohr, een doorgewinterde, corrupte FBI-agent die geen probleem heeft met het handhaven van de status quo. Samen richten ze hun pijlen op een familie van gewapende autodieven uit Charlestown.

## Rolverdeling
| Acteur / actrice | Personage     |
| ---------------- | ------------- |
| Kevin Bacon      | Jackie Rohr   |
| Aldis Hodge      | Decourcy Ward |
| Jonathan Tucker  | Frankie Ryan  |
| Mark O'Brien     | Jimmy Ryan    |
| Jill Hennessy    | Jenny Rohr    |
| Lauren E. Banks  | Siobhan Quays |
| Amanda Clayton   | Cathy Ryan    |
| Kevin Chapman    | J.R. Minogue  |
| Jere Shea        | Hank Signa    |
| Kevin Dunn       | Nathan Rey    |
| Sarah Shahi      | Rachel        |
| Cathy Moriarty   | Ma Ryan       |
| Rory Culkin      | Clay Roach    |

## Productie
In juli 2017 raakte bekend dat Ben Affleck en Matt Damon de misdaadserie City on a Hill zouden produceren voor de Amerikaanse betaalzender Showtime. De reeks, gebaseerd op een idee van Affleck en uitgewerkt door Chuck MacLean, werd geïnspireerd door The Boston Miracle (ook bekend als Operation Ceasefire), een politieproject uit 1996 dat als doel had om het wapengeweld in Boston drastisch te doen afnemen. Affleck kwam op het idee voor de serie tijdens zijn research voor de misdaadfilm The Town (2010).
Gavin O'Connor, met wie Affleck even voordien aan The Accountant (2016) had samengewerkt, werd aanvankelijk aangekondigd als regisseur van de pilot. Hij werd uiteindelijk vervangen door Michael Cuesta. O'Connor bleef wel als uitvoerend producent bij de reeks betrokken.
In mei 2018 gaf Showtime officieel groen licht voor een eerste seizoen van twaalf afleveringen. Later werd dit ingekort tot tien afleveringen.
In november 2017 werden Kevin Bacon en Aldis Hodge gecast als hoofdrolspelers. Een maand later werd de cast aangevuld met onder meer Jill Hennessy, Kevin Chapman, Cathy Moriarty en Rory Culkin. De opnames voor de pilot gingen in december 2018 van start en vonden plaats in Boston en New York.
Op 7 juni 2019 ging de eerste aflevering online in première en op 16 juni 2019 volgde de première op Showtime. In augustus 2019 kondigde de zender het tweede seizoen aan.

## Afleveringen

### Seizoen 1 (2019)
| Nr. in serie | Nr. in seizoen | Titel                                                | Regie             | Scenario                    | Uitzenddatum                                 |
| ------------ | -------------- | ---------------------------------------------------- | ----------------- | --------------------------- | -------------------------------------------- |
| 1            | 1              | "The Night Flynn Sent the Cops on the Ice"           | Michael Cuesta    | Chuck MacLean               | 7 juni 2019 (online) 16 juni 2019 (Showtime) |
| 2            | 2              | "What the Mau-Maus Saw in Southie High"              | Ed Bianchi        | Chuck MacLean               | 23 juni 2019                                 |
| 3            | 3              | "If Only the Fool Would Persist in His Folly"        | Christoph Schrewe | Emily Ragsdale              | 30 juni 2019                                 |
| 4            | 4              | "The Wickedness of the Wicked Shall Be Upon Himself" | Hagar Ben-Asher   | J.M. Holmes                 | 7 juli 2019                                  |
| 5            | 5              | "From Injustice Came the Way to Describe Justice"    | Alex Zakrzewski   | Michele McPhee              | 14 juli 2019                                 |
| 6            | 6              | "It's Hard to Be a Saint in the City"                | Metin Hüseyin     | Jorge Zamacona              | 21 juli 2019                                 |
| 7            | 7              | "There Are No Fucking Sides"                         | Kyra Sedgwick     | Emily Ragsdale, J.M. Holmes | 28 juli 2019                                 |
| 8            | 8              | "High on the Looming Gallows Tree"                   | Clark Johnson     | Stephen Day                 | 4 augustus 2019                              |
| 9            | 9              | "The Deaf Sage of Pompeii"                           | Adam Bernstein    | Matthew Nemeth              | 11 augustus 2019                             |
| 10           | 10             | "Mayor Curley and the Last Hurrah"                   | Christoph Schrewe | Chuck MacLean               | 18 augustus 2019                             |